# Agro-Velho
Agro-Velho es una de las once partes de la ciudad de Póvoa de Varzim, Portugal, que se reparte por dos freguesias: Póvoa de Varzim y Aver-o-Mar.
Agro-Velho limita al norte con el barrio de Aver-o-Mar, al este con el barrio del Parque da Cidade y al sur con el Bairro Norte, del cual constituye una continuación en términos urbanísticos.

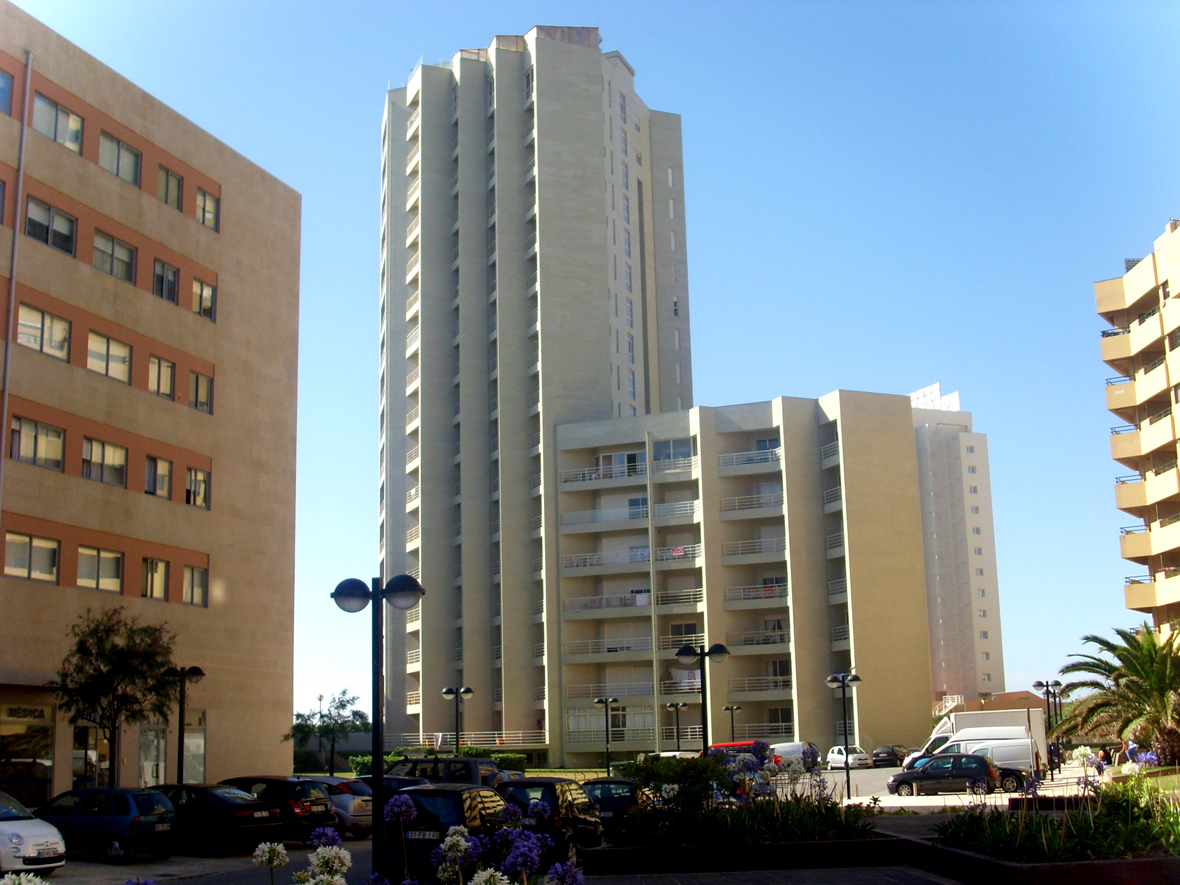
Calle Alfredo Graça

La zona del Agro-Velho, que era hasta hace poco un baldío que dividía la ciudad de Póvoa de Varzim y la en otros tiempos aldea de Aver-o-Mar, era el lugar donde estaba planeado construir un parque marítimo, sin embargo, la especulación inmobiliaria dictó que la urbanización del barrio se hiciese en primera línea de playa, quedando un área rural en su centro, que contrasta bastante con la urbanización circundante.
En Agro-Velho se localiza la torre más alta de Póvoa de Varzim. Finalizada en 1980, el Edifício Nova Póvoa posee 84 metros de altura en pisos habitables, con un total de 29 pisos y permaneció durante dos décadas como el edificio más alto del Norte de Portugal. Hoy sigue siendo el edificio habitable más alto de esa región.
El futuro de los campos agrícolas de Agro-Velho aún no está totalmente definido por la Cámara Municipal, aunque presumiblemente será urbanizado con viviendas de lujo dado que el área del Parque fue relegada hacia una zona más interior, en la zona actual del barrio del Parque da Cidade.